# 昭和女子大学児童文学賞
昭和女子大学児童文学賞（しょうわじょしだいがくじどうぶんがくしょう）は、昭和女子大学が主催する高校生を対象とした児童文学の公募新人文学賞。キャッチコピーは「あなたの夢や想いを童話というスタイルで表現してみませんか？」。

## 概要
- 2009年に創設された（2014年終了）。応募対象は、高校生に限られている。
- 四百字詰め原稿用紙二十枚以内の短編の児童文学作品を募集

## 受賞作
| 回（年）        | 賞       | 受賞作                   | 受賞者     | 高校・学年                      |
| --------------- | -------- | ------------------------ | ---------- | ------------------------------- |
| 第1回（2009年） | 最優秀賞 | 該当作なし               | 該当作なし | 該当作なし                      |
| 第1回（2009年） | 優秀賞   | 「フランセと私の旅行記」 | 木村文     | 渋谷教育学園幕張高等学校1年     |
| 第1回（2009年） | 優秀賞   | 「キグルミの町」         | 風見夏紀   | 桐朋女子高等学校2年             |
| 第2回（2010年） | 最優秀賞 | 該当作なし               | 該当作なし | 該当作なし                      |
| 第2回（2010年） | 優秀賞   | 「知音のお手紙人形さん」 | 真殿菜摘   | 杉並学院高等学校2年             |
| 第2回（2010年） | 優秀賞   | 「貝がらと王子さま」     | 岸本菜緒子 | 東京都立三鷹高等学校1年         |
| 第3回（2011年） | 最優秀賞 | 「セミと私の一週間」     | 福田麻友子 | 都立文京高等学校3年             |
| 第3回（2011年） | 優秀賞   | 「星の声」               | 市岡みずき | 都立西高等学校3年               |
| 第3回（2011年） | 優秀賞   | 「おやすみの前に」       | 佐藤希美   | 桜蔭高等学校1年                 |
| 第4回（2012年） | 最優秀賞 | 該当作なし               | 該当作なし | 該当作なし                      |
| 第4回（2012年） | 優秀賞   | 該当作なし               | 該当作なし | 該当作なし                      |
| 第5回（2013年） | 最優秀賞 | 「星曜日のラジオ」       | 佐藤陽子   | 大分県立大分上野丘高等学校2年   |
| 第5回（2013年） | 優秀賞   | 「さよならの夏」         | 佐藤知見   | 昭和女子大学付属昭和高等学校2年 |
| 第5回（2013年） | 優秀賞   | 「お土産話」             | 横井佳奈   | 文京学院大学女子高等学校3年     |
| 第5回（2013年） | 優秀賞   | 「神の仕立て屋」         | 佐谷戸雅子 | 世田谷総合高等学校2年           |
| 第6回（2014年） | 最優秀賞 | 該当作なし               | 該当作なし | 該当作なし                      |
| 第6回（2014年） | 優秀賞   | 「いのちの帰る場所」     | 井上涼香   | 新渡戸文化高等学校3年           |
| 第6回（2014年） | 優秀賞   | 「八月末の怪物。」       | 平久井菖美 | 栃木県立宇都宮清陵高等学校3年   |

## 選考委員
- 坂東眞理子（昭和女子大学長）(選考委員長)
- 西本鶏介（昭和女子大学名誉教授・児童文学作家・評論家）
- 石井直人（白百合女子大学教授・昭和女子大学非常勤講師）